# Kitty-Tetra
Der Kitty-Tetra (Hyphessobrycon heliacus) ist ein südamerikanischer Süßwasserfisch aus dem Stromgebiet des oberen Rio Tapajós. Der nur 2,8 cm lang werdende Salmler wurde erst 2002 beschrieben, war aber schon vorher unter seinem Trivialnamen in der Aquaristik bekannt und wurde wegen seiner leuchtend gelben Farbe nach dem altgriechischen Wort für Sonne (helios) benannt.

## Merkmale
Hyphessobrycon heliacus ist goldgelb gefärbt mit gelb-orangen bis roten Flossen. Das obere Drittel der Iris ist rot. Ein großer, dunkler Fleck liegt auf dem Schwanzflossenstiel, zwei gelbe Flecke unmittelbar dahinter. Der dunkle Fleck nimmt etwa die Hälfte der Fläche des Schwanzflossenstiels ein und reicht bis auf die Schwanzflosse. Von anderen Hyphessobrycon-Arten lässt sich Hyphessobrycon heliacus durch seine Färbung, den relativ großen Fleck auf dem Schwanzflossenstiel, die verlängerten Rücken- und Bauchflossenstrahlen, die dicken Flossenstrahlen der Afterflosse und die nicht verlängerten ersten Afterflossenstrahlen unterscheiden. Die letzten drei Merkmale sind nur bei Männchen zu finden. Vom sehr ähnlichen, aber silbrigen Hyphessobrycon elachys lässt sich Hyphessobrycon heliacus durch seine goldgelbe Färbung und die in einer Zickzack-Linie verlaufende Linie entlang der horizontalen Mittellinie des Körpers unterscheiden. Die Schwanzflosse ist gegabelt, wobei der untere Lobus etwas länger ist. Die Seitenlinie ist unvollständig.
- Flossenformel: Dorsale ii/8-11; Anale iii-iv/20-24; Pectorale i/8-13; Ventrale i/11-13; Caudale 10+9(6).
- Schuppenformel: SL 6-9.
- Wirbel: 31-32.
- Branchiostegalstrahlen: 4.
- Dorsale Kiemenrechen: 6-7; ventrale Kiemenrechen: 10-12.

## Lebensweise
Hyphessobrycon heliacus kommt in schnell fließenden Flüssen mit Kiesboden vor, wurde aber nur in stehenden Randbereichen dieser Gewässer mit starkem Pflanzenbewuchs auf schlammigem Grund gefangen.